# Зденска вас
Зденска вас (на словенски: Zdenska vas) е село в Словения, регион Средна Словения, община Добреполе. Според Националната статистическа служба на Република Словения през 2015 г. селото има 255 жители.